# The Walking Dead (televisieserie)
The Walking Dead is een Amerikaanse televisieserie over een groep mensen die trachten te overleven in een wereld vol zombies. De reeks is gebaseerd op de door Robert Kirkman, Tony Moore en Charlie Adlard bedachte gelijknamige strip en werd ontwikkeld voor televisie door scenarist en regisseur Frank Darabont. Het verhaal speelt zich af in en om Atlanta (Georgia).
De eerste aflevering werd in de Verenigde Staten op 31 oktober 2010 uitgezonden. De serie wordt in 120 landen uitgezonden, waaronder in Nederland (op het kabelkanaal FOXlife en op STAR Channel) en België (door STAR Channel
). De serie omvat tot op heden 11 seizoenen. Op 23 augustus 2015 werd er ook gestart met de uitzendingen van een spin-offserie, Fear the Walking Dead.

## Achtergrond
Tijdens de reeks veranderen de personages sterk, bijvoorbeeld hun karakter en hun onderling vertrouwen. Ook komen diverse ethische kwesties aan bod, zoals geschillen tussen mensen met verschillende meningen. In het begin van de reeks lijkt de groep hecht aan elkaar te hangen, maar iedereen zal meer en meer op eigen houtje handelen. Het wantrouwen tussen de overlevenden wordt groter gedurende de serie.
In de serie wordt er met verschillende termen over de zombies gesproken, naargelang de groep van overlevenden. In de groep van Rick gebruikt men de term walkers. Andere overlevenden maken gebruik van termen als biters, lame-brains, roamers, floaters of lurkers. Het woord "zombie" is geen enkele keer uitgesproken in de serie.

## Verhaal

### Seizoen 1
Politieagenten Rick Grimes (Andrew Lincoln) en Shane Walsh (Jon Bernthal) worden ingezet tijdens een autoachtervolging. Rick wordt neergeschoten. Wanneer hij in het ziekenhuis uit een coma ontwaakt, is er geen (levend) mens meer te bekennen. Buiten het gebouw ligt een groot aantal in plastic zakken gehulde lijken (zombies) te rotten. Gechoqueerd gaat hij naar huis. Zijn vrouw Lori en zoon Carl zijn spoorloos verdwenen. Terug buiten wordt Rick bewusteloos geslagen door Duane Jones. Hij verblijft met zijn vader Morgan in een kraakpand. Volgens Morgan is er een epidemie uitgebroken. Wanneer een mens wordt gebeten of gekrabd door een zombie ("walker"), zal hij sterven en muteren. Een walker kan enkel worden uitgeschakeld door zijn hersenen te raken. Morgan raadt Rick aan om te vluchten naar het veilige Atlanta, waar het CDC bijna een geneesmiddel heeft ontwikkeld.
Eenmaal in Atlanta blijkt de stad overspoeld door walkers. Rick verliest zijn wapens en verbergt zich in een tank waar hij via de radio door Glenn Rhee (Steven Yeun) wordt toegesproken. Glenn kampeert met een aantal overlevenden buiten de stad. Hij is nu op zoek naar voorraden en geeft Rick instructies hoe tot bij hem te geraken. Samen met een groep andere overlevenden bestaande uit Andrea (Laurie Holden), Morales (Juan Gabriel Pareja), T-Dog (IronE Singleton), Jacqui (Jeryl Prescott Sales) en Merle Dixon (Michael Rooker), werken ze samen om uit het winkelcentrum te komen waar ze vastzitten. Wanneer Merle echter racistische opmerkingen maakt en T-Dog bedreigt, ketent Rick hem vast op het dak met handboeien. Vlak voor ze weg willen gaan, struikelt T-Dog en laat hij het sleuteltje van het slot van de handboeien in een schoorsteen vallen en is de groep gedwongen om Merle achter te laten.
In het kamp verblijven ook Lori (Sarah Wayne Callies), Carl (Chandler Riggs) en Shane. Lori, door Shane verteld dat Rick dood is, heeft nu een relatie met Shane, waar de rest van het kamp geen weet van heeft. Nu Rick nog blijkt te leven, kiest ze zonder twijfel voor hem. Rick en Shane worden de leiders van de groep. In het kamp heeft Merle een broer, Daryl (Norman Reedus), en die is niet blij om te horen dat ze Merle hebben achtergelaten. Rick, Glenn, Daryl en T-Dog gaan terug naar de stad om Merle te redden en een zak met wapens die Rick verloren is op te halen. Door het afhakken van zijn eigen hand heeft Merle weten te ontsnappen en is sindsdien spoorloos. Later wordt Glenn ontvoerd door een groep mensen die wapens eisen. Rick ontdekt dat ze alleen maar zo agressief zijn omdat ze een groep ouderen tegen plunderaars proberen te beschermen. De twee groepen sluiten vrede en Rick en de anderen keren terug naar het kamp.
Op het moment dat Rick, Glenn, Daryl en T-Dog terugkeren, wordt het kamp overvallen door walkers waardoor verschillende mensen worden gebeten en gedood, onder wie Andrea's zus Amy (Emma Bell), een man genaamd Jim (Andrew Rothenberg) en Ed Peletier (Adam Minarovich), de mishandelende echtgenoot van Carol (Melissa McBride) en vader van Sophia (Madison Lintz). De resterende groep gaat naar het CDC waar enkel nog Edwin Jenner (Noah Emmerich) werkt. Alle andere wetenschappers zijn gevlucht of hebben zelfmoord gepleegd. Jenner heeft nog geen medicijn. Doordat de generators zonder brandstof komen te zitten, treedt het veiligheidsmechanisme in werking waardoor het gebouw zichzelf zal vernietigen. Jenner beslist om te blijven omdat hij gefaald heeft. Ook Jacqui en Andrea willen blijven, maar Dale (Jeffrey DeMunn), de oudste overlevende, kan Andrea overtuigen om zich toch terug aan te sluiten bij de groep. Net voor hun vertrek fluistert Jenner iets in het oor van Rick. Eenmaal buiten ontploft het gebouw.

### Seizoen 2
Het CDC is net ontploft en de groep beslist om Fort Benning op te zoeken, maar komt vast te zitten in een file van verlaten voertuigen. Sophia wordt door twee walkers opgemerkt en vlucht het naastliggende bos in. Tijdens de zoektocht naar Sophia wordt Carl per ongeluk neergeschoten door een overlevende genaamd Otis (Pruitt Taylor Vince). Otis neemt Rick, Shane en Carl mee naar de boerderij van Hershel Greene (Scott Wilson), een gepensioneerde veearts. Hershel probeert Carl te opereren, maar heeft niet de nodige attributen. Shane en Otis vinden deze in een schoolgebouw, maar tijdens hun terugkeer worden ze verrast door walkers. Shane kan vluchten door Otis neer te schieten en op te offeren. De andere personen van de groep werden ondertussen opgehaald door Maggie (Lauren Cohan), de oudste dochter van Hershel. Op de boerderij wonen ook Hershels andere dochter Beth (Emily Kinney), Beths vriendje Jimmy (James Allen McCune) en Otis' vrouw Patricia (Jane McNeill).
Lori vraagt aan Glenn om een zwangerschapstest mee te nemen uit de drogisterij en de test is positief. Het is alleen niet bekend wie de vader is, Rick of Shane, aangezien Lori in het geheim een relatie met Shane had toen Rick nog in coma lag. Glenn wordt verliefd op Maggie en ze starten een geheime relatie. Glenn ontdekt dat Hershel in zijn schuur walkers heeft opgesloten, voornamelijk familieleden. Hershel is ervan overtuigd dat walkers zullen genezen als er eenmaal een medicijn is. De groep opent de schuur en schiet de walkers dood. Dan blijkt dat Sophia ook een walker geworden is. Carol moet toezien hoe Rick haar dochtertje uit haar lijden verlost.
Hershel reageert hier slecht op, eist dat de groep zijn terrein verlaat en verdwijnt. Terwijl Daryl, die zich al die tijd ontzettend heeft ingezet om Sophia te vinden en daardoor zelf bijna om het leven kwam, afstand begint te nemen van de groep, gaan Rick en Glenn op zoek naar Hershel. Ze vinden hem in een bar. Hershel vindt zichzelf naïef omdat hij niet inzag dat walkers effectief dood zijn en niet genezen kunnen worden. Twee overlevenden betreden de bar. Volgens hen werd Fort Benning ingenomen door walkers. De situatie wordt gespannen en Rick doodt deze twee personen. De geweerschoten worden opgemerkt door andere overlevenden die de bar omsingelen. Zij moeten echter vluchten voor de walkers en laten daarbij de jonge Randall (Michael Zegen) achter. Rick beslist om Randall geblinddoekt mee te nemen naar de boerderij van Hershel. Daar wordt men zich ervan bewust dat Randall andere overlevenden kan halen als hij eenmaal wordt vrijgelaten/vrij weet te komen. Daarom wil men hem ergens geblinddoekt afzetten, maar Randall bekent dat hij de boerderij van Hershel kent. Ook ontstaat er een gevecht tussen Rick en Shane omdat deze laatste nog steeds denkt dat hij de vader is van Lori's (nog ongeboren) baby.
De groep wil Randall executeren in de schuur. Dit wordt vermeden omdat Carl net op dat ogenblik de schuur betreedt. Dale, die tegen de executie is, staat op dat ogenblik in een wei waar hij door een walker wordt aangevallen. Hij raakt hierbij ernstig verwond en krijgt van Daryl een genadeschot. Shane beslist op eigen houtje om Randall toch te doden. Dan komen Daryl en Glenn tot de conclusie dat er ook zombies zijn die vooraf niet gebeten of gekrabd werden.
Er ontstaat terug een discussie tussen Rick en Shane waaruit blijkt dat Shane Rick wil vermoorden. Rick steekt Shane neer met een mes, waardoor hij sterft. Niet veel later komt Shane terug als walker en wordt doodgeschoten door Carl. De schoten lokken heel wat walkers aan die de boerderij aanvallen. Iedereen probeert te vluchten, maar Jimmy en Patricia komen hierbij om het leven. Andrea is van de groep gescheiden geraakt en het bos in gevlucht, achtervolgd door een horde walkers. Een walker die haar te grazen wil nemen, wordt onthoofd door een figuur in zwarte kledij, die verder anoniem blijft. De anderen ontvluchten de boerderij met auto's. Op de kampplaats verklaart Rick dat hij Shane heeft vermoord omdat deze laatste een te grote bedreiging werd voor de groep. Rick onthult ook wat Jenner in het CDC in zijn oor fluisterde: elke overlevende is besmet met het virus en zal na zijn of haar dood onvermijdelijk terugkeren als walker. De groep begint te twijfelen aan het leiderschap van Rick. Rick zegt dat het door zijn toedoen is dat er nog overlevenden zijn. Hij geeft de leden van de groep de kans om op eigen houtje te vertrekken, maar niemand gaat hierop in.

### Seizoen 3
De overgebleven groep (bestaande uit Rick, Lori, Carl, Daryl, Glenn, Carol, Hershel, Maggie, Beth en T-Dog) neemt zijn intrek in een gevangenis. Tijdens het uitschakelen van walkers op de buitenplaats en in de kantine wordt Hershel gebeten waarna Rick diens been afhakt. Vijf overlevende gevangenen blijken nog in de gevangenis te wonen. Men komt tot een consensus: als de gevangenen Ricks groep naar de voorraden brengen, zal de laatste groep een extra cellenblok ontruimen waar de vijf gevangenen kunnen verblijven. Wanneer ze Hershel naar celblok C brengen (waar de andere overlevenden zijn) besluiten ze het celblok voor de gevangenen te ontruimen. Een gevangene wordt gebeten en gedood door hun leider (Thomas). Wanneer Thomas een walker naar Rick gooit, vermoordt Rick Thomas, waarop Andrew (een gevangene) de rest aanvalt maar toch vlucht en in een hok vol walkers komt vast te zitten. De rest van de gevangenen, Oscar en Axel, wordt naar hun cellenblok gebracht. Wanneer de groep opeens wordt verrast door walkers, denken ze gelijk dat de gevangenen hierachter zitten, en ze splitsen zich op. Uiteindelijk komen ze erachter dat Andrew nog leeft. Hij heeft het alarm ingeschakeld en dat heeft walkers aangetrokken. Andrew wordt uiteindelijk doodgeschoten door Oscar. De groep weet het alarm uit te zetten, maar de walkers zijn nog steeds binnen. Ondertussen probeert T-Dog het hek dicht te doen, maar hij wordt gebeten door een walker. Uiteindelijk offert hij zich op (omdat hij al gebeten is) om Carol te redden. Ondertussen moeten Maggie, Carl en Lori zich verschuilen voor walkers. Plotseling beginnen bij Lori de weeën. Na een aantal keer persen krijgt Lori plotseling een bloeding. Aangezien Hershel zich in een ander gedeelte van de gevangenis bevindt en ze hem niet kunnen bereiken, is Maggie verplicht om een keizersnede uit te voeren. Lori overleeft de bevalling niet en Carl schiet een kogel in haar hersenen om te voorkomen dat ze muteert. De dood van Lori heeft zo'n impact op Rick dat hij waanbeelden krijgt en Lori overal ziet en hoort. Glenn en Maggie gaan op zoek naar babyvoeding.
De mysterieuze persoon die Andrea redde, is Michonne (Danai Gurira). Ze doodt walkers met een katana. Nadat ze hun schuilplaats moeten ontvluchten, worden ze opgemerkt door Merle Dixon, die nog blijkt te leven. Hij neemt Michonne en Andrea mee naar Woodbury waar hij werkt voor de Gouverneur (David Morrissey). Woodbury is een volledig afgesloten gemeenschap waar zo'n 73 mensen veilig leven. Michonne vertrouwt de Gouverneur niet en vlucht. De Gouverneur geeft Merle de opdracht haar te achtervolgen en te doden. Hierbij komt Merle Glenn en Maggie tegen tijdens hun zoektocht naar babyvoeding. Hij ontvoert hen naar Woodbury en foltert hen om te achterhalen waar de groep van Rick verblijft, om zo zijn broer Daryl weer terug te vinden. Michonne hoorde Maggie en Glenn praten over de gevangenis, en brengt babyvoeding naar de groep van Rick. Zij is op de hoogte van de ontvoering, maar verzuimt te vertellen dat ze Andrea kent (onduidelijk is of ze weet dat Andrea ooit deel uitmaakte van Ricks groep). Daarop besluit de groep om Woodbury aan te vallen om Glenn en Maggie te bevrijden. Dit loopt niet zoals gepland en er ontstaat een gevecht waarbij heel wat mensen in Woodbury sterven. Oscar wordt doodgeschoten door een man die door Rick voor Shane wordt aangezien. Daryl wordt gevangengenomen. Later beslist de groep om terug te keren om Daryl te redden. Daarbij steekt Michonne een oog uit bij de Gouverneur en doodt zij zijn dochter Penny (die een walker is; de Gouverneur hoopt dat de lokale wetenschapper Milton een geneesmiddel vindt voor de mutatie).
Omdat de Gouverneur beweert dat de aanval uitgevoerd werd met medewerking van Merle dwingt hij Merle en Daryl het uit te vechten tot de dood. De broers weten echter samen te ontsnappen. Terwijl de missie in Woodbury bezig is, komt een andere groep overlevenden bij de gevangenis aan, Tyreese, Sasha, Allen, Donna en Ben, van wie Donna gebeten is. Hershel sluit hen voorlopig op in een cellenblok. Als de groep die Woodbury heeft aangevallen zich hergroepeert, keert Glenn, die door Merle is gemarteld, zich tegen Merle en weigert hij hem op te nemen in de groep. Daryl besluit daarom met Merle weg te gaan, de bossen in. Wanneer Rick terugkomt in de gevangenis, slaat hij door: terwijl hij kennismaakt met de nieuwkomers, krijgt hij opnieuw waanbeelden van Lori en zet hij de vier (Donna is overleden) prompt uit de gevangenis.
De Gouverneur neemt wraak. Zijn mannen rijden met een bestelbus door de omheining van de gevangenis en laten vanuit de laadbak walkers vrij. Axel wordt hierbij doodgeschoten, waarop Carol zijn lichaam gebruikt om verdere kogels af te weren. Ondertussen zijn Daryl en Merle op een groepje mensen gestuit die door walkers worden belaagd. Merle wil ze aan hun lot overlaten, maar Daryl besluit om ze te redden, en vervolgens om terug te keren naar de gevangenis, desnoods zonder zijn broer. Die gaat echter toch mee, en ze zijn net op tijd bij de gevangenis om de aanval van de Gouverneur af te slaan.
De Gouverneur verklaart later aan Andrea dat Rick met het gevecht is begonnen. Andrea heeft haar twijfels en gaat stiekem met Milton, die onder één hoedje speelt met de Gouverneur, naar de gevangenis. Onderweg ontmoeten ze de groep van Tyreese. Milton gaat met hen naar Woodbury. Andrea, aangekomen in de gevangenis, vertelt Merle en Michonne dat de Gouverneur zal terugkeren om hen allemaal uit te roeien. Andrea gaat daarop terug naar Woodbury. Carol suggereerde dat Andrea de Gouverneur zou kunnen uitschakelen. Ze krijgt hiertoe de kans, maar ze besluit het toch niet doen. De Gouverneur wil de inwoners van Woodbury (inclusief kinderen) een legertraining geven om oorlog te kunnen voeren met Ricks groep. Rick besluit ondertussen om met Michonne en Carl naar zijn voormalig politiebureau te rijden om munitie en geweren op te halen. Eenmaal in het stadje worden ze beschoten door een geflipte Morgan Jones. Morgan was in seizoen 1 degene die Rick opving nadat deze uit het ziekenhuis kwam en hem inlichtte over de zombie-apocalyps. Morgan heeft zijn huis ingericht met diverse dodelijke valkuilen en heeft op de muren diverse teksten geschreven. Zo verneemt Rick dat Duane in de tussentijd ook een walker geworden is. Morgan herkent Rick uiteindelijk. Uit het daaropvolgende gesprek blijkt dat Morgan ontgoocheld is in Rick en dat hij zich verraden voelt. Er was afgesproken dat ze met elkaar contact hielden via een walkietalkie. Rick zegt dat hij dat heeft geprobeerd, maar dat hij buiten bereik raakte, waarop Morgan hem vergeeft. Rick vertrekt met een voorraad wapens, Morgan blijft achter.
Door een regeling van Andrea onderhandelen Rick en de Gouverneur over de toekomst. Rick stelt voor dat elke groep aan zijn kant van de rivier blijft, maar de Gouverneur wil de groep van Rick uit de gevangenis tenzij Michonne wordt uitgeleverd. Rick krijgt twee dagen bedenktijd. Terug in Woodbury zegt de Gouverneur tegen zijn raadsman Milton dat hij Ricks groep sowieso zal doden. Ook Rick heeft argwaan en besluit om een oorlog te starten tegen Woodbury. Milton begint te twijfelen over de geestestoestand van de Gouverneur en licht Andrea in over de nakende aanval. Andrea beslist ditmaal om de Gouverneur toch te doden, maar wordt nu door Milton tegengehouden. Andrea vlucht, maar wordt op enkele meters van de gevangenis door de Gouverneur onderschept en terug naar Woodbury gebracht waar ze in een afgesloten ruimte wordt vastgehouden. Rick vraagt Merle om Michonne toch uit te leveren aan de Gouverneur. Wanneer Rick nogmaals een waanbeeld van Lori krijgt, beseft hij dat deze actie verkeerd is. Ondertussen heeft Merle Michonne echter in een hinderlaag gelokt, vastgebonden en is met haar onderweg naar de Gouverneur. Rick vraagt Daryl om hen te zoeken en terug te brengen. Michonne kan Merle overtuigen om haar vrij te laten. Merle ziet in dat de Gouverneur gedood moet worden. Met behulp van een auto met luide muziek lokt hij een groep walkers mee naar de achterkant van de afgesproken plek. Daar ontstaat een gevecht tussen de wachters (van de Gouverneur) en de walkers waarbij Merle een aantal wachters doodt. Merle wordt ontmaskerd en er ontstaat een gevecht tussen hem en de Gouverneur dat eindigt met een geweerschot. Terwijl Michonne terug bij de gevangenis arriveert, vindt Daryl Merle, ondertussen een walker, wat impliceert dat hij door de Gouverneur is vermoord. Daryl doodt zijn gemuteerde broer.
De Gouverneur heeft Milton ondertussen afgetuigd, en beschuldigt hem ervan zijn plannen te hebben doorkruist. Hij beveelt hem Andrea te doden, maar Milton probeert in plaats daarvan de Gouverneur dood te steken. Deze laatste is te snel en steekt Milton neer. Hierna verlaat de Gouverneur de ruimte, waarna Milton sterft, in een walker verandert en Andrea (die zich in dezelfde ruimte bevindt) aanvalt. De Gouverneur trekt met zijn leger naar de gevangenis. Ze worden in een hinderlaag gelokt waarna de aanvallers terug richting Woodbury vluchten. Onderweg stopt de Gouverneur de karavaan en eist dat men terugkeert. De mensen willen niet en zijn van mening dat ze enkel walkers moeten doodschieten. Uit frustratie schiet de Gouverneur zowat iedereen neer. Daarop vertrekt de Gouverneur met zijn twee vertrouwelingen Martinez en Shumpert naar een onbekende plek. Ricks groep besluit om Woodbury aan te vallen en komt onderweg het slagveld tegen. Karen heeft als enige de aanval van de Gouverneur overleefd. Ze kan met haar verhaal Tyreese en Sasha, die Woodbury bewaken, overtuigen om hen (haarzelf en Ricks groep) binnen te laten. Eenmaal in Woodbury vinden ze Andrea in de martelkamer, waar al snel blijkt dat ze in haar hals is gebeten door Milton die in een walker is veranderd. Andrea schiet zichzelf door het hoofd. Ricks groep keert terug naar de gevangenis en neemt alle resterende inwoners van Woodbury mee. Van de Gouverneur, Martinez en Shumpert is echter geen spoor te bekennen.

### Seizoen 4
De gevangenis is een bloeiende gemeenschap geworden en men leeft er in vrede. Daryl en een aantal anderen gaan voedsel halen. Ze worden door walkers aangevallen waarbij Zach, Beths nieuwe vriend, sterft. Rick kijkt vallen na en wordt aangesproken door een ondervoede vrouw wier man een walker is. De vrouw valt Rick aan, maar hij weet haar te overmeesteren, waarna ze zichzelf doodt.
Een jonge overlevende genaamd Patrick sterft plotseling in de wasruimte van de gevangenis. Hij verandert in een walker en maakt meerdere slachtoffers, die eveneens muteren. Ricks groep moet in de aanval gaan om de walkers uit te schakelen. Dit lawaai trekt heel wat walkers van buiten de gevangenis aan waardoor de buitenste hekken het dreigen te begeven. Hershel meent dat Patrick is gestorven aan een griepvariant, mogelijk veroorzaakt door de varkens die ze sinds kort houden. Rick offert de varkens op aan de walkers buiten de gevangenis om ze zo weg te leiden. Sasha, de plaatselijke arts dr. Subramanian en ook Glenn blijken besmet. Daryl, Michonne, Tyreese en een nieuwe overlevende genaamd Bob Stookey gaan op zoek naar antibiotica. Tijdens de autorit stuiten ze op een enorme horde walkers en weten ze ternauwernood te ontsnappen. Hershel zorgt ondertussen voor de zieken. Ondertussen komt Rick erachter dat er twee mensen in de gevangenis vermoord zijn, Karen en een man genaamd David. Hij komt er al snel achter dat Carol de dader was, met het motief de groep te willen beschermen van verdere verspreiding van de griep. Ze bekent zonder enig teken van spijt en Rick verbant haar uit de groep.
Het verhaal verplaatst zich naar de Gouverneur. Zijn twee vertrouwelingen vonden het te gevaarlijk om met hem om te gaan en besloten om hem achter te laten. Uitgeput arriveert hij bij een familie bestaande uit twee zussen Tara en Lilly, hun vader David en Lilly's dochtertje Meghan. David is al een tijdlang stervende door longkanker, en wanneer hij in een zombie verandert na zijn dood, doodt de Gouverneur hem en redt hij het leven van Lilly, Tara en Meghan. Het viertal besluit om verder te trekken, maar wanneer ze op de vlucht slaan voor walkers vallen de Gouverneur en Meghan in een zombieval die werd opgezet door zijn vroegere rechterhand, Martinez. De Gouverneur weet een vertrouwensband op te bouwen in de groep van Martinez en wordt de nieuwe leider. Hij kan hen overtuigen om de gevangenis over te nemen.
Hij gijzelt Hershel en Michonne en dwingt Rick om de gevangenis op te geven, anders zullen Hershel en Michonne sterven. Rick probeert te onderhandelen, maar de Gouverneur gaat hier niet op in en onthoofdt Hershel. De bezetters rijden met een tank door de hekken van de gevangenis en alle gevangenisbewoners slaan op de vlucht. Uiteindelijk weet Michonne de Gouverneur met haar zwaard neer te steken. Ondertussen arriveert Lilly, die met Meghan was achtergebleven. Meghan is gebeten en is stervende. Wanneer ze ziet wat de Gouverneur allemaal gedaan heeft, beseft ze wat voor een man het eigenlijk is en schiet hem dood. Een ernstig gewonde Rick vindt Carl.
Ze vluchten het kamp uit en schuilen in een huis waar Rick een dag bewusteloos ligt. Michonne is ook op de vlucht en heeft diverse flashbacks over haar vroegere leven. Ze gaat door het lint en hakt de hoofden van een groep walkers af. Hierna keert ze terug naar een pad waar ze eerder voetstappen had gezien en volgt deze naar de schuilplaats van Rick en Carl.
Daryl en Beth trachten via spoorzoeken andere overlevenden te vinden. Tyreese, Judith, en de zusjes Lizzie en Mika vernemen van een net aangevallen man dat er niet veel verder een schuilplaats is. Lizzie en Mika worden ook aangevallen, maar worden gered door Carol. Carol verzwijgt dat ze werd verstoten, maar zegt dat ze niet terugkeerde omdat ze nog iets anders te doen had. Maggie, Sasha en Bob vinden het busje waarmee Glenn vluchtte uit de gevangenis. Door een crash zijn alle inzittenden walkers geworden. Maggie meent in het busje Glenn te herkennen. Dit is Glenn echter niet: hij bevindt zich nog in de gevangenis en zoekt met Tara naar een uitweg.
Elk groepje is op weg naar "Terminus" waar het volgens borden veilig is. Glenn en Tara worden vergezeld door overlevenden Abraham Ford, Rosita Espinosa en Eugene Porter. Deze laatsten zijn op weg naar Washington, D.C. Eugene beweert dat hij de werkelijke oorzaak van de zombie-epidemie kent, maar dat deze wordt geheimgehouden door de overheid. Dit groepje en de groep van Maggie vinden elkaar terug. Beth en Daryl nemen tijdelijk hun intrek in het huis van een begrafenisondernemer. Nadat ze overvallen worden door walkers, raakt Daryl Beth kwijt, die vertrekt/wordt meegenomen in een auto. Tyreese, Judith, Lizzie en Mika nemen hun intrek in een verlaten woning. Lizzie ziet de zombies aan voor speelkameraden die totaal geen gevaar vormen. Om dit te bewijzen doodt ze Mika. Uit veiligheidsoverwegingen wordt Lizzie gedood door Carol. Carol biecht Tyreese op dat zij ook Karen en David heeft vermoord. Daryl komt terecht bij een groep mannen die enkele leefregels hebben vastgesteld: men mag enkel de waarheid zeggen en zodra men iets ziet wat men wil hebben, moet men het opeisen. Zo verliest Daryl een konijn dat hij had geschoten. De groep blijkt nogal gewelddadig te handelen. Daryl dreigt afgetuigd te worden omdat het konijn terug in zijn bagage wordt gevonden. De leider van de groep heeft echter gezien dat Daryl onschuldig is, waarop de dader wordt geslagen tot hij sterft. De groep gaat verder op pad en overvalt Michonne, Rick en Carl. Men wil Rick vermoorden omdat hij eerder de broer van de leider had gedood. Wanneer Daryl verneemt dat het over Rick gaat, kiest hij zijn kant. Er ontstaat een gevecht waarbij Rick de leider de keel afbijt.
Rick, Carl, Daryl en Michonne komen aan in Terminus waar ze hartelijk worden onthaald. Dan merkt Rick op dat een man het zakhorloge van Glenn (dat hij eerder van Hershel had gekregen) draagt en een andere persoon Maggies poncho. Het komt tot een gevecht waarbij de groep van Rick onder vuur wordt genomen. In een van de gebouwen vinden ze een vreemd ingerichte gebedszaal waardoor de groep beseft dat de inwoners toebehoren tot een sekte en wellicht aan kannibalisme doen. Uiteindelijk wordt de groep van Rick overmeesterd en worden ze opgesloten in een oude treinwagon. Daar blijken ook Maggie, Tara, Glenn, Rosita, Eugene, Abraham, Sasha en Bob te verblijven. Rick zegt dat de mensen van Terminus niet beseffen dat ze rotzooien met de verkeerde mensen.

### Seizoen 5
De bewoners van Terminus blijken kannibalen te zijn. Op het moment dat de leider, Gareth (Andrew J. West), op het punt staat hen te doden, vindt er een explosie plaats. Carol blijkt een propaantank opgeblazen te hebben. De groep weet te ontsnappen en wordt herenigd met Carol, Tyreese en Judith. Niet veel later redt de groep een man genaamd Gabriel Stokes (Seth Gilliam) van walkers. Hij blijkt een priester te zijn en biedt hen onderdak in zijn kerk. Wanneer de groep een voedselbank plundert, wordt Bob gebeten, maar hij houdt dit geheim. Later die avond wordt Bob ontvoerd door Gareth, die zijn been afhakt en samen met zijn mensen opeet. Ondertussen zien Carol en Daryl dezelfde auto die Beth meenam en besluiten erachteraan te gaan. Gareth en zijn mensen brengen Bob terug naar de kerk. Terwijl Rick met een deel van de groep naar Gareth op zoek gaat, weet hij de kerk binnen te dringen. Rick en zijn mensen weten net op tijd terug te keren en doden de kannibalen op gruwelijke wijze. De volgende dag sterft Bob door de beet. Abraham, Rosita en Eugene trekken richting Washington en Glenn, Maggie en Tara gaan met hen mee.
Beth wordt wakker in een ziekenhuis in Atlanta dat een gemeenschap herbergt en wordt geleid door politieagent Dawn Lerner. Beth probeert weg te komen, maar Dawn staat dat niet toe, omdat iedereen moet bijdragen aan de gemeenschap als tegenprestatie voor het gered worden. Ze sluit vriendschap met een jongeman genaamd Noah en samen proberen ze te ontsnappen. Walkers vallen hen aan en alleen Noah weet weg te komen. Later loopt hij Carol en Daryl tegen het lijf en vertelt hen dat Beth in het ziekenhuis zit. Vlak bij het ziekenhuis wordt Carol aangereden en meegenomen door de ziekenhuisbewoners. Daryl keert terug naar de kerk met Noah.
Onderweg naar Washington krijgt de bus waar Abraham, Rosita, Eugene, Glenn, Maggie en Tara in rijden een ongeluk. De groep gaat te voet verder, maar krijgt ruzie wanneer Abraham zich dwars door een horde zombies heen wil vechten, terwijl de rest vindt dat ze een omweg moeten nemen. Tijdens de ruzie bekent Eugene dat hij geen wetenschapper is die een einde aan de uitbraak kan maken, en dat hij al die tijd gelogen had over wie hij was.
Terwijl Gabriel, Carl, Michonne en Judith achterblijven, gaat de rest van de groep naar Atlanta om Beth en Carol te redden. Ze lokken een paar agenten uit het ziekenhuis en nemen hen gevangen in de hoop hen te kunnen ruilen. De ruil vindt plaats en twee agenten worden tegen Carol en Beth ingeruild, maar Dawn eist dat Noah in het ziekenhuis blijft. Beth probeert Dawn neer te steken, maar die reageert sneller door haar dood te schieten. Daryl schiet Dawn dood. Ondertussen lokt Gabriel per ongeluk een grote groep walkers de kerk in. Abrahams groep arriveert op tijd om Gabriel, Michonne, Carl en Judith te redden, en allemaal gaan ze naar Atlanta, waar ze erachter komen dat Beth dood is.
Morgan trekt al een tijdje rond en ontdekt de kerk van Gabriel. Hier vindt hij een briefje dat Abraham aan Rick had geschreven.
De groep besluit om Noah naar zijn familie in Richmond, Virginia te brengen. Daar aangekomen treffen ze een ravage aan. Terwijl Tyreese en Noah de buurt verkennen wordt Tyreese in zijn arm gebeten door een walker en ondanks dat Michonne zijn arm amputeert, sterft hij toch. De groep besluit om toch naar Washington te gaan omdat ze hoop hebben dat er daar nog orde is.
De groep ontmoet een vreemdeling genaamd Aaron. Hij vertelt hen dat hij uit een ommuurde gemeenschap afkomstig is en nodigt Rick en zijn mensen uit om daar te komen wonen. Rick vertrouwt hem in eerste instantie niet maar komt er later achter dat Aaron de waarheid spreekt en besluit dat ze met Aaron naar de gemeenschap, de Alexandria Safe-Zone gaan. Hier worden ze door de leider Deanna Monroe verwelkomd en krijgen ze een huis toegewezen. Er ontstaan echter spanningen tussen de groep van Rick en de bewoners van Alexandria, omdat de mensen van Rick veel meer hebben moeten doorstaan en anders tegen het leven aankijken. Ook begint Rick romantische gevoelens te krijgen voor een vrouw genaamd Jessie.
De spanningen lopen hoger op wanneer Noah en Deanna's zoon Aiden tijdens een zoektocht naar goederen om het leven komen. Dit leidt tot een meningsverschil tussen Glenn en een bewoner genaamd Nicholas, waarbij ze elkaar bijna vermoorden. Rick ontdekt dat Jessies echtgenoot Pete haar en haar kinderen mishandelt. Deanna wil hier niets van horen omdat Pete een dokter is en van vitaal belang is voor de gemeenschap. Rick confronteert Pete en probeert hem te doden. Michonne houdt hem tegen en Pete wordt van zijn gezin gescheiden. Deanna organiseert een bijeenkomst om het over de situatie rond Rick en Pete te hebben. Op deze bijeenkomst verschijnt Pete, die Rick probeert te doden met Michonnes zwaard. Deanna's echtgenoot Reg probeert de boel te sussen, maar wordt per ongeluk in zijn keel geraakt door het zwaard en sterft. Met Deanna's toestemming schiet Rick Pete dood.
In de omgeving van de Safe-Zone ontdekken Aaron en Daryl diverse verminkte walkers. Ze komen erachter dat bandieten die zichzelf "Wolves" noemen hiervoor verantwoordelijk zijn. Ze lopen in een val gezet door de Wolves en worden ingesloten door walkers. Ze worden echter gered door Morgan en Aaron en Daryl bieden hem een plek in de Safe-Zone aan. Morgan weigert, totdat hij hoort dat Rick in de Safe-Zone aanwezig is.

### Seizoen 6
Wanneer Morgan en Rick het lichaam van Pete buiten de Safe-Zone begraven, ontdekken ze een steengroeve vol met walkers. De walkers kunnen elk moment ontsnappen en de Safe-Zone overspoelen. Rick bedenkt een plan om de walkers vrij te laten en weg te lokken van de Safe-Zone. Tijdens Ricks afwezigheid vallen de Wolves de Safe-Zone aan en doden daarbij een hoop mensen. Morgan en Carol slagen erin de aanval af te weren, maar Morgan is het niet eens met het feit dat Carol iedere Wolf op meedogenloze wijze afslacht. Het lawaai drijft de walkers waar Rick mee bezig was richting de Safe-Zone. De walkers drijven Rick en de anderen in het nauw en een hoop mensen sterven hierbij. Glenn en Nicholas besluiten de walkers af te leiden door een gebouw in brand te steken. Dat gebouw blijkt echter al ooit verbrand te zijn. Bij hun zoektocht naar een ander gebouw worden ze in een steegje in het nauw gedreven en pleegt Nicholas zelfmoord. Daarbij neemt hij Glenn mee in zijn val en het lijkt erop dat Glenn bij deze actie wordt verslonden door de walkers. Ondertussen wordt Rick in zijn camper aangevallen door een aantal Wolves die Morgan had laten ontsnappen. Rick weet de Wolves te overmeesteren en doodt ze allemaal. De camper wil niet meer starten.
Terwijl Morgan een Wolf (Benedict Samuel) gevangen houdt, wordt duidelijk wat er gebeurd is na zijn vorige ontmoeting met Rick. Na de dood van zijn vrouw en zoon verliet hij zijn woonplaats en was hij tot de overtuiging gekomen dat het zijn taak was om alles dood te maken wat hij tegenkwam. Dit veranderde toen hij Eastman (John Carroll Lynch) tegenkwam, die hetzelfde had meegemaakt, maar zichzelf opnieuw gevonden had door de leer van aikido te volgen. Eastman leert Morgan hierover en nadat Eastman door een walker gedood werd, besloot Morgan op zoek te gaan naar Rick.
Terwijl Abraham, Daryl en Sasha terugkeren naar de Safe-Zone, worden ze aangevallen door onbekenden. Daryl raakt gescheiden van Abraham en Sasha en wordt ontvoerd door een drietal mensen. Hij ontdekt dat deze mensen deel uitmaakten van een groep overlevenden, maar hier nu van proberen te vluchten. Daryl helpt ze ontsnappen, maar daarbij worden zijn kruisboog en motor gestolen. Wanneer hij weer herenigd is met Abraham en Sasha en terugkeert naar de Safe-Zone, wordt de groep opgehouden door een groep gewapende mensen die hun wapens en voertuig opeisen omdat het volgens hem bezit van ene Negan is. Daryl rekent echter snel af met de mensen door ze met een raketwerper te beschieten.
Rick weet te ontsnappen, maar een hoop walkers hebben de muren van de Safe-Zone bereikt en proberen binnen te dringen. Hier ontstaat een conflict tussen Morgan, Carol en Rick wanneer blijkt dat Rick werd aangevallen door de Wolves die Morgan had laten ontsnappen en Morgan er nog eentje gevangen houdt. Wanneer Maggie en Aaron op zoek gaan naar Glenn, vertelt Maggie dat ze zwanger is van Glenn. Glenn blijkt het overleefd te hebben door het lichaam van Nicholas als schild te gebruiken en zich onder een vuilniscontainer te verstoppen. Zodra de kust veilig is, ontmoet hij Enid, een bewoner van de Safe-Zone, die vluchtte toen de Wolves aanvielen. Samen keren ze terug naar de Safe-Zone. Net wanneer Maggie verneemt dat Glenn nog in leven is, stort een kerktoren buiten de Safe-Zone in, de muren begeven het en walkers stromen binnen. Maggie zit vast op een verhoging en Glenn en Enid proberen haar te redden, waarbij ze later hulp krijgen van de teruggekeerde Abraham, Sasha en Daryl.
Carol zoekt onderdak bij Morgan en probeert de gevangen Wolf te doden, maar Morgan staat het niet toe. Er breekt een gevecht tussen de twee uit en de Wolf benut de afleiding om de arts Denise Cloyd (Merritt Wever) te gijzelen en te ontsnappen. Terwijl de Wolf weg probeert te komen, wordt hij gebeten door een walker en later wordt hij doodgeschoten door Carol.
Deanna wordt gebeten en zij, Rick, Carl, Michonne en Gabriel vluchten naar het huis van Jessie, waar zij zich met Judith en haar zonen Ron en Sam schuilhoudt. Terwijl Deanna haar laatste kogels gebruikt om walkers te doden voor ze sterft, bedekt de rest van de groep zich met walker-ingewanden, zodat ze ongemerkt, hand in hand, door de walker-menigte kunnen manoeuvreren. Dit lijkt goed te gaan, totdat Sam in paniek raakt en opgemerkt wordt door de walkers. Die verslinden hem en wanneer Jessie ook in paniek raakt, gaat zij ook ten onder aan de walkers. Rick is gedwongen Jessies hand af te hakken, omdat zij nog steeds Carls hand vasthoudt. Voor Ron, die nog steeds kwaad is omdat Rick zijn vader had vermoord, is dit de laatste druppel en hij probeert Rick dood te schieten. Dit mislukt wanneer Michonne hem met haar zwaard doorboort, maar het pistool gaat af en raakt Carl in zijn oog. Carl overleeft het, maar hij raakt in een coma. Rick reageert vervolgens zijn woede af door walkers in de Alexandria Safe-Zone te doden. Langzaamaan beginnen anderen hieraan mee te doen en binnen korte tijd zijn alle walkers gedood.
Enige tijd later is Alexandria weer enigszins vredig. Carl lijkt goed te herstellen van zijn verwonding aan zijn oog en Carol en Tobin (Jason Douglas), die bij de constructieploeg werkt, hebben een relatie. Abraham verbreekt echter de relatie met Rosita omdat hij een oogje op Sasha heeft. Wanneer Rick en Daryl op zoek gaan naar goederen ontmoeten ze een man genaamd Paul (Tom Payne), die bij voorkeur Jesus wordt genoemd. Hij steelt de vrachtwagen van Rick en Daryl, maar zij proberen hem terug te stelen. In het gevecht dat erop volgt, weten Rick en Daryl Jesus buiten westen te slaan, maar hun vrachtwagen belandt daarbij in een meer en zinkt naar de bodem. Buiten de Safe-Zone vinden Michonne en Deanna's zoon Spencer (Austin Nichols) Deanna die in een walker veranderd is. Spencer doodt haar, en begraaft haar vervolgens. Rick en Daryl besluiten Jesus mee te nemen en gevangen te houden in de Safe-Zone. Die avond hebben Rick en Michonne hun gevoelens voor elkaar geopenbaard en zijn een relatie begonnen. Jesus is ondertussen ontsnapt en vertelt Rick en Michonne dat ze nodig moeten praten. Hij vertelt hen dat hij van een andere groep overlevenden komt en graag wil handelen met Rick en zijn mensen.
De groep besluit om Jesus te vertrouwen en een klein groepje gaat met hem mee naar het kamp van Jesus, de Hilltop Colony. Nadat ze een gekantelde auto vinden en een klein groepje mensen redden dat bij Jesus hoort, arriveren ze bij de Hilltop. Hier komen ze oog in oog te staan met de leider, Gregory (Xander Berkeley). Op hetzelfde moment arriveert er een groepje Hilltop-bewoners van een zoektocht naar goederen. Een van hen probeert Gregory te doden, maar Rick houdt de man tegen en doodt hem. Jesus legt uit dat de Hilltop al een tijdlang wordt afgeperst door een groep mensen die zichzelf de Saviors noemen en geleid worden door ene Negan. Rick en Maggie sluiten een akkoord met Jesus en Gregory: in ruil voor extra voedsel, zullen Ricks mensen Negan uitschakelen. Ricks groep gaat te werk en met dodelijke precisie weten ze een van Negans bases te infiltreren, een gevangen Hilltop-bewoner te bevrijden en de aanwezige Saviors te doden. Eén persoon weet het te overleven en probeert op een motorfiets te ontsnappen die Daryl herkent als de zijne. Wanneer Rick op het punt staat deze man dood te schieten, horen ze een vrouw via de walkietalkie zeggen dat zij Carol en Maggie gevangen heeft genomen. Maggie en Carol slagen er echter in om hun gijzelnemers te doden en te ontsnappen. Na de ontsnapping stort Carol echter volledig in.
Wanneer Denise medicijnen nodig heeft, begeleiden Daryl en Rosita haar tijdens de zoektocht. Op hetzelfde moment bezoeken Eugene en Abraham een verlaten fabriek, waar Eugene zelf kogels kan maken. Wanneer ze terugkeren, wordt Denise doodgeschoten met een pijl. De schutter blijkt Dwight te zijn, de man die Daryls kruisboog had gestolen en die nu voor de Saviors werkt. Ook heeft hij Eugene gevangen. Er breekt een gevecht uit waarbij Dwight op de vlucht slaat en Daryl zijn kruisboog terugkrijgt. De rest keert terug en Denise wordt begraven. Na de begrafenis besluit Carol om de Safe-Zone te verlaten. Morgan en Rick gaan achter haar aan. Op hetzelfde moment wil Daryl achter Dwight aan gaan, en Rosita, Glenn en Michonne volgen hem om hem tegen te houden. Ze vinden Daryl, maar het viertal wordt gevangengenomen door Dwight.
Terwijl Morgan verder zoekt, keert Rick terug naar de Safe-Zone. Daar heeft Maggie ernstige pijn en Rick besluit dat ze naar de Hilltop moet zodat de arts die daar woont haar kan behandelen. Carl, Abraham, Eugene, Sasha en Aaron gaan mee. Ondertussen wordt Carol achternagezeten door een Savior die ze eerder tegen het lijf liep. Hij schiet haar neer, maar voor hij haar kan doden, arriveert Morgan, die de Savior doodschiet. Vervolgens ontmoeten ze twee mannen op paarden. Ze nemen hen mee naar hun thuis waar Carol behandeld kan worden. De groep van Rick wordt ondertussen in het nauw gedreven door de Saviors. Ze worden gedwongen om in een rij op hun knieën te zitten. Ook Dwight is aanwezig, die de groep van Daryl in de rij zet. Vervolgens arriveert Negan (Jeffrey Dean Morgan) zelf. Negan is kwaad omdat Ricks mensen zoveel Saviors vermoord hebben. Uit wraak wil hij één persoon uit Ricks groep doden, maar kan niet kiezen. Door Iene Miene Mutte te doen, kiest hij één persoon uit. Deze persoon (voor de kijker wordt niet duidelijk gemaakt wie) wordt naar voren gehaald en Negan slaat deze persoon dood met een met prikkeldraad omwikkelde honkbalknuppel die hij Lucille noemt.

### Seizoen 7
Het slachtoffer blijkt Abraham te zijn. Wanneer Daryl Negan vervolgens aanvalt, wil Negan een voorbeeld stellen. Hij slaat ook Glenn dood met zijn knuppel en probeert Rick geestelijk te breken. Het lukt niet, totdat hij Rick dwingt om Carls arm af te hakken. Negan houdt hem op het laatste moment tegen wanneer hij ziet dat hij Rick daadwerkelijk gebroken heeft. Vervolgens neemt hij Daryl gevangen en laat de overgebleven leden van Ricks groep achter.
Carol en Morgan worden meegenomen naar The Kingdom, een gemeenschap van overlevenden. Ze worden verwelkomd door de leider Ezekiel (Khary Payton) die een tijger genaamd Shiva als huisdier heeft. Ook The Kingdom wordt afgeperst door Negan en Ezekiel verzet zich hiertegen op passieve wijze. Carol probeert te ontsnappen 's avonds maar wordt gesnapt door Ezekiel. Hij zegt dat Carol vrij is om te gaan en Carol verhuist naar een huis vlak bij The Kingdom.
Daryl wordt vastgehouden in het hoofdkwartier van Negan en de Saviors, The Sanctuary. Hier wordt hij gemarteld. Op een gegeven moment ziet hij kans te ontsnappen, maar de poging mislukt. Negan en de Saviors (inclusief Daryl) gaan naar Alexandria om spullen op te halen. Dwight stuurt Rosita en Spencer om Daryls motor te halen. Rosita ontdekt een pistool dat ze voor iedereen verbergt. Ondanks de protesten van velen, inclusief Carl, zegt Rick dat Negan gewonnen heeft.
Maggie en Sasha arriveren in The Hilltop Colony en Maggie en de baby blijken gezond. Hier worden Glenn en Abraham begraven. Gregory echter is niet blij met het nieuws over Negan en wil Maggie en Sasha zo snel mogelijk weg hebben. De Saviors arriveren om goederen te halen. Op hetzelfde moment arriveren Carl en Enid, die vertrokken zijn toen Rick weg was om goederen voor Negan te zoeken. Sasha geeft Jesus de opdracht om aan boord te sluipen van de vrachtwagen van de Saviors. Daar ontdekt hij dat Carl hetzelfde idee heeft.
Tara en Heath (Corey Hawkins) zijn op zoek naar goederen en hebben geen idee dat Denise, Abraham en Glenn dood zijn. Wanneer ze van elkaar gescheiden raken tijdens een walker-aanval, komt Tara in aanraking met Oceanside, een gemeenschap die alleen uit vrouwen bestaat. Ook deze gemeenschap staat onder druk van de Saviors, die alle mannen vermoord hebben. De bewoners van Oceanside willen niet dat Tara vertrekt omdat ze bang zijn dat ze ontdekt worden door andere mensen, maar uiteindelijk slaagt ze erin te ontsnappen en terug te keren naar de Alexandria Safe-Zone. Ze belooft dat ze niets over de gemeenschap zal vertellen aan haar eigen groep. Van Heath ontbreekt echter elk spoor.
Jesus springt van boord om de omgeving te verkennen, maar Carl blijft in de truck. Hij komt aan in The Sanctuary en doodt twee Saviors. Negan is onder de indruk en geeft Carl een rondleiding. Vervolgens gaan ze naar de Safe-Zone om weer goederen op te halen. Spencer benadert Negan en probeert hem voor zijn karretje te spannen. Negan vindt dit laf en steekt hem dood. Vervolgens probeert Rosita Negan neer te schieten, maar mist en raakt Lucille. Negan geeft een van de Saviors de opdracht om iemand te doden en Olivia (Ann Mahoney) wordt doodgeschoten. Negan, die alle wapens in beslag heeft laten nemen, eist te weten wie die kogel gemaakt heeft. Eugene bekent, de Saviors nemen hem gevangen en ze vertrekken. In The Sanctuary weet Eugene zich op te werken tot hoofdingenieur. Daryl blijkt ontsnapt te zijn en Dwight ontdekt dat zijn ex-vrouw Sherry hiervoor verantwoordelijk is en ook op de vlucht geslagen is. Dwight zorgt ervoor dat de arts Dr. Emmett Carson (Tim Parati) hiervoor opdraait, waardoor Negan hem doodt.
In de nasleep van het incident met Spencer en Olivia besluit Rick om naar de Hilltop te gaan en plannen te maken voor een strijd tegen Negan. Hier ontdekt hij dat Daryl met behulp van Jesus ontsnapt is. Gregory wil niets weten van de strijd tegen de Saviors, maar Enid heeft Hilltop-bewoners verzameld die willen vechten. Jesus brengt de groep naar The Kingdom waar ze Morgan tegenkomen. Morgan vertelt hen dat Carol is weggelopen. Rick vraagt Ezekiel om hulp, maar wil zich niet in het gevecht mengen. Wel biedt hij onderdak aan Daryl, die nu gezocht wordt. Een Kingdom-bewoner genaamd Richard (Karl Makinen) wil Ezekiel aan het vechten krijgen en Daryl besluit om mee te doen met het plan, totdat hij ontdekt dat Richard van plan is om Carol te doden. Daryl wordt herenigd met Carol, maar vertrekt vervolgens naar de Hilltop Colony. Richard is nog niet klaar en probeert wederom een oorlog uit te lokken. Wanneer Morgans beschermeling Benjamin door zijn toedoen sterft, draait Morgan weer door en besluit Ezekiel dat het tijd is voor oorlog.
Terug in Alexandria ontdekt Rick de verdwijning van Gabriel en al het voedsel. De Saviors arriveren om op zoek te gaan naar Daryl, maar vinden niets. Rick, Michonne, Aaron, Rosita en Tara gaan op zoek naar Gabriel en ontdekken dat hij gevangengenomen is door een groep die op een vuilnisbelt leeft. Rick biedt de groep een bondgenootschap aan om tegen de Saviors te vechten, maar de leider, Jadis (Pollyanna McIntosh), gaat hier niet op in en dwingt Rick om tegen een gepantserde walker te vechten om zich te bewijzen. Wanneer Rick de walker doodt, besluit Jadis om op Ricks aanbod in te gaan in ruil voor wapens.
Rick en Michonne zijn op zoek naar wapens voor Jadis en komen aan op een kermis waar zij walkers tegenkomen die wapens op hun rug dragen. Het plan om alle walkers te vermoorden gaat maar net goed, maar desondanks dat hebben ze veel wapens weten te bemachtigen. Jadis vindt het nog steeds te weinig wapens en wil meer wapens hebben voordat de deal door kan gaan. Tara, die alles heeft gehoord, besluit om toch tegen Rick te vertellen over de Oceanside gemeenschap en dat zij nog veel wapens hebben. De groep gaat richting de Oceanside en ze sluiten een verbond.
Rosita heeft geen geduld voor Ricks plan en besluit naar Hilltop te gaan en overlegt met Sasha om Negan met zijn tweeën te vermoorden. Ze proberen Eugene te redden, maar die weigert zich te laten redden. Vervolgens slaagt Sasha erin om binnen te dringen, maar wordt gevangengenomen. Negan probeert haar te rekruteren, maar ze weigert. Wanneer Negan hoort dat Rick een opstand aan het beginnen is, vertrekt hij met een leger naar de Alexandria Safe-Zone, met Sasha als gijzelaar. Onderweg pleegt Sasha zelfmoord met een cyanidepil die ze van Eugene heeft gekregen.
Wanneer Rick terugkeert naar de Alexandria Safe-Zone, treft hij Dwight daar aan. Hij verklaart dat ook hij Negan wil tegenwerken. Rick hoort van Negans komst en bereidt zich voor op een gevecht. Wanneer Negan arriveert, blijkt dat Jadis en haar mensen in het geheim voor Negan werken en Ricks mensen onder schot houden. Net wanneer Negan op het punt staat om Carl te doden, arriveren de legers van The Kingdom, geleid door Ezekiel en Carol, en Hilltop, geleid door Maggie. Samen weten ze de Saviors te verdrijven. Wanneer de rook is opgetrokken, verklaren Rick en Negan elkaar de oorlog. Jesus en Maggie vinden Sasha, die in een walker is veranderd, in het bos en doden haar.

### Seizoen 8
Het leger van Rick, Ezekiel en Maggie vertrekt naar The Sanctuary. Rick stelt Negan voor een ultimatum: zich overgeven of sterven. Negan is hier niet van onder de indruk en haalt Gregory tevoorschijn. Die verklaart dat de Hilltop achter Negan staat en beveelt Hilltop-bewoners om zich terug te trekken. Die trekken zich niets van hem aan en Ricks leger opent het vuur op The Sanctuary. Het lawaai trekt een horde walkers, gelokt door Daryl en Carol die kant op. Wanneer Gabriel Gregory's leven redt, steelt die de auto waar ze mee waren en laat Gabriel achter. Gabriel zoekt dekking in een woonwagen en komt erachter dat Negan zich hier ook verscholen heeft. Gabriel en Negan weten te ontsnappen door zichzelf met walker-ingewanden in te smeren, maar Gabriel wordt ernstig ziek na de ontsnapping. Bij de Saviors heerst onderling wantrouwen omdat iemand hen verraden heeft. Eugene vogelt uit dat Dwight de verrader is, maar zegt niets tegen Negan.
De rest van het leger schakelt de andere bases van de Saviors uit en ondanks een aantal verliezen (onder wie Aarons vriend Eric), weten ze te winnen. Na een conflict tussen Morgan en Jesus wanneer Jesus weigert om gevangengenomen Saviors te doden, verlaat Morgan de groep. Terwijl Rick en Daryl op zoek zijn naar wapens lopen ze Morales, een overlevende uit het kamp in Atlanta die de groep verliet om zijn familie te zoeken, tegen het lijf. Morales is nu een hoge officier van de Saviors en probeert Rick uit te leveren, maar Daryl schiet hem dood. Ezekiel en zijn leger lopen in een hinderlaag en bijna iedereen wordt doodgeschoten. Vervolgens wordt Ezekiel gegijzeld door een Savior en achtervolgd door een horde walkers. De enige twee andere overlevenden, Carol en Ezekiels bodyguard Jerry (Cooper Andrews), weten hem te redden. Wanneer een andere groep walkers hen in het nauw drijft, redt Shiva hen, maar wordt daarbij zelf verslonden.
Rick bezoekt Jadis en de Scavengers en eist dat ze zich tegen Negan keren. Jadis neemt Rick gevangen en is van plan hem te doden. Rick weet haar en de Scavengers echter te overmeesteren en neemt hen mee naar The Sanctuary. Daar komt hij erachter dat Tara, Morgan en Daryl met een truck de muren van The Sanctuary geramd hebben, waardoor de walkers er binnendringen. Als Rick het ziet is hij verbaasd en weet hij dat hij zo snel mogelijk iedereen moet waarschuwen. Hij wordt beschoten en De Scavengers vluchten. Carol en Jerry redden Rick en rijden weg. Aaron en Enid willen naar Oceanside, als ze overnachten zien ze iemand bij hun auto. Aaron kijkt wie het is en hij wordt neergeslagen. Enid schiet de persoon neer, het blijkt de oma van Cyndee te zijn en Enid en Aaron worden onder schot gehouden door de mensen van Oceanside. Ze laten hen uiteindelijk gaan, en terwijl Enid terugkeert naar Hilltop, blijft Aaron achter om hen te overtuigen om mee te vechten.
Maggie rijdt met Jesus weg om de Saviors af te maken, maar ze worden tegengehouden door Simon die zegt dat de Saviors zijn ontsnapt door een plan van Eugene. Simon gijzelt Jerry en Carol waardoor Maggie alle geweren moet inleveren. In The kingdom zijn de Saviors weer aangekomen, ze beloven iedereen in leven te houden als ze vertellen waar Ezekiel is. Niemand zegt wat. Negan komt aan bij Alexandria om Rick te spreken, maar hij is er niet. Carl komt naar boven en handelt met Negan. Hij gaat tijdrekken zodat iedereen in Alexandria het riool kan ingaan, want daar zijn ze veilig. Carl biedt aan om zich op te offeren, zodat Negan de oorlog stopt. Negan wil akkoord gaan, maar hij wordt aangevallen en daardoor kan Carl ontsnappen. Negan blaast heel Alexandria op. Rosita, Michonne, Daryl, Tara en Dwight gaan naar een blokkade van de Saviors en knallen iedereen daar neer. Dwight die zijn dekmantel weg moet geven omdat de rest anders dood gaat, schiet ook een paar Saviors dood. Een Savior zag wat Dwight deed en vlucht om het aan Negan te vertellen. Ze verdwijnen het riool in behalve Michonne die teruggaat voor Carl. In The Kingdom weet Ezekiel een aanval te starten op De Saviors, zodat zijn volk kan vluchten. Hij blijft zelf achter, zodat De Saviors zijn volk niet meer lastigvallen. Morgan hoort dat hij wordt meegenomen. Rick komt aan bij Alexandria waar Negan in zijn huis op hem wacht. Ze vechten, maar Rick moet vluchten. Hij komt Michonne tegen en ze gaan het riool in. In het riool zien ze iedereen van Alexandria, maar ook Siddiq. Rick is verbaasd waarom hij er zit. Carl zegt dat hij hem hier heeft gebracht, hij laat een wond zien, Carl is gebeten op de weg terug naar Alexandria met Siddiq. Rick en Michonne zijn in shock.
Terwijl de rest van de bewoners van Alexandria naar de Hilltop vluchten, blijven Rick, Carl en Michonne achter. Carl schrijft verschillende brieven naar zijn vrienden en familie, en schiet zichzelf uiteindelijk door zijn hoofd om te voorkomen dat hij in een walker verandert. Ondertussen zetten Carol en Morgan een reddingsmissie op touw en samen met een jongen uit The Kingdom genaamd Henry redden ze Ezekiel.
Negan ontdekt dat Jadis en haar mensen zich tegen Negan hebben gekeerd en zich bij Rick hebben aangesloten. Daarom stuurt hij Simon op hen af om hen te confronteren. Tegen Negans bevel in doden Simon en zijn mensen de gehele gemeenschap. Alleen Jadis weet het te overleven en ze ontsnapt. Ondertussen heeft Negan een idee. Hij beveelt de Saviors om hun wapens door walkers te laten bijten. Op die manier sterft iemand vanzelf als diegene in aanraking met een besmet wapen komt, ongeacht of de aanval dodelijk is en hij geeft de Saviors het bevel om de Hilltop aan te vallen.
Terwijl Rick naar de Hilltop gaat, komt hij Negan tegen. Hij zit achter hem aan, maar Negan weet ternauwernood te ontkomen, om vervolgens gevangengenomen te worden door Jadis. Jadis martelt hem is van plan hem te vermoorden omdat ze denkt dat hij iets te maken heeft met Simon, die haar mensen vermoordde. Negan ontkent dat hij iets met Simons acties te maken heeft en ze laat hem vrij.
Ondertussen komt Maggie een vrouw genaamd Georgie tegen, die van een andere gemeenschap komt. Georgie geeft Maggie speciale documenten, met de mededeling dat dit in de toekomst van pas kan komen. Niet veel later vallen de Saviors aan en er vallen veel doden. In het gevecht sterven veel mensen aan beide kanten. Uiteindelijk beveelt Simon iedereen om zich terug te trekken. Tijdens het gevecht ontsnappen verschillende gevangengenomen Saviors, en verdwijnt Henry spoorloos. Terwijl Carol en Morgan achter Henry aangaat, komen ze Rick tegen en het drietal doodt de ontsnapte Saviors.
Negan keert terug naar the Sanctuary en confronteert Simon met zijn opstandigheid en doodt hem. Ook leert hij dat Dwight definitief is overgelopen. Michonne benadert Negan en vraagt om een wapenstilstand, maar Negan zweert dat hij Rick voor eens en voor altijd zal vernietigen. Rick krijgt via Gregory plannen van Negan en besluit om aan te vallen. Het bleek echter een val en Rick en zijn mensen worden volledig omsingeld door de Saviors. Wanneer zij hun wapens gebruiken, ontploffen hun wapens; Eugene had namelijk al die tijd met de kogels geknoeid en hun wapens zijn nutteloos. Nu de Saviors ontwapend zijn, geven ze zich over. Aaron weet uiteindelijk Oceanside te overtuigen en ze stoppen nog een aanval op de Hilltop. Rick overmeestert Negan, maar spaart zijn leven, omdat Carl dit niet zo gewild zou hebben. Negan wordt gevangengezet en Dwight wordt verbannen. De gemeenschappen bouwen zich opnieuw op en er heerst vrede.

### Seizoen 9
Anderhalf jaar is voorbijgegaan en de verschillende gemeenschappen leven in vrede samen. Rick en Michonne leiden Alexandria, Daryl leidt de Sanctuary, Maggie (die nu een zoon genaamd Hershel heeft) de Hilltop, en Carol en Ezekiel leiden samen de Kingdom. Daryl is het zat om de voormalige Saviors te leiden en Carol biedt aan om dit over te nemen. Tijdens een verkenningstocht wordt Ken, een jongen van de Hilltop, gedood door een walker en zijn ouders houden Maggie hiervoor verantwoordelijk. Gregory, die er de pest in heeft dat hij niet meer de leider is, rekruteert Kens vader Earl in een plan om Maggie te vermoorden. Hij voert Earl dronken, en overtuigt hem om Maggie 's nachts aan te vallen. Maggie raakt gewond, maar het plan mislukt. Als straf besluit zij om Gregory op te hangen.
Een maand later werken de verschillende groepen samen om een brug te bouwen, maar spanningen tussen de voormalige Saviors en de anderen leiden tot nieuwe conflicten. Wanneer een van de Saviors zijn taak verzuimt om het werkkamp te beschermen, valt een groep walkers het kamp aan. Bij deze aanval wordt Aarons arm verbrijzeld onder een stapel boomstammen en is Enid gedwongen om de arm te amputeren. Rick krijgt te horen dat verschillende Saviors de afgelopen tijd verdwenen zijn. Daryl ontdekt dat Jadis en verschillende mensen van Oceanside de Saviors vermoorden voor wat ze hen aangedaan hebben en ze zijn niet blij met het feit dat Rick zo vergevingsgezind is. Daryl is het ermee eens.
Ook Maggie is nog steeds niet tevreden met het feit dat Rick Negan heeft gespaard en is van plan om hem te vermoorden. Ze rekruteert Daryl en terwijl hij Rick afleidt, dringt Maggie Alexandria binnen. Ze staat op het punt om Negan dood te schieten, maar wanneer ze ziet hoe hij eraan toe is, besluit ze hem te laten leven omdat de dood voor hem als een verlossing zou komen. Ondertussen komen Rick en Daryl in een kudde walkers terecht. Rick leidt de kudde af zodat Daryl versterking kan halen. Wanneer walkers hem omsingelen valt Rick van zijn paard, en wordt hij doorboord door een stuk metaal. Rick weet zichzelf los te wrikken en terwijl hij de kudde naar de brug lokt, heeft hij visioenen van overleden vrienden, onder wie Hershel, Shane en Sasha. Uiteindelijk schiet hij op een lading dynamiet die op de brug staat. De brug ontploft en stopt de horde. Van Rick ontbreekt elk spoor en iedereen denkt dat hij bij de explosie omgekomen is. Wat niemand weet is dat Jadis Rick uiteindelijk gevonden heeft en contact opneemt met een mysterieuze groep mensen die hen met een helikopter komt ophalen.
Zes jaar gaan voorbij en de verschillende gemeenschappen zijn langzaamaan uit elkaar gegroeid. De groepen hebben weinig contact meer met elkaar. Michonne leidt Alexandria en laat geen nieuwkomers binnen. Daarnaast heeft ze nog een zoon van Rick gekregen, die R.J. heet. Maggie en haar zoon hebben de Hilltop verlaten voor de groep van Georgie, en de gemeenschap wordt nu geleid door Jesus en Tara. Carol en Ezekiel zijn getrouwd en voeden Henry nu als hun eigen zoon op. Daryl woont in zijn eentje in de wildernis. De Sanctuary is verlaten en overgebleven Saviors leven als bandieten in de omgeving. Een groep mensen geleid door een vrouw genaamd Magna zwerft door de wildernis en ze worden aangevallen door walkers. Judith, die nu tien jaar oud is, redt hen en neemt hen mee naar Alexandria. Michonne weigert hen toe te laten, maar stuurt hen naar de Hilltop. Op hetzelfde moment gaan Carol en Henry naar de Hilltop omdat Henry daar bij de smid Earl in de leer wil gaan. Onderweg komen ze de laatste paar Saviors tegen, die hen proberen te overvallen. Carol doodt hen en zij en Henry pikken Daryl onderweg op.
Terwijl Rosita en Eugene de omgeving verkennen, komen ze een kudde walkers tegen. Ze proberen de walkers af te schudden, maar slagen daar niet in. Terwijl ze zich verstoppen, horen ze de walkers tegen elkaar praten. Rosita is gedwongen om Eugene achter te laten in een schuur en wordt gevonden door Jesus en Aaron. Ze nemen haar mee naar de Hilltop, waar ze over de pratende walkers vertelt. Jesus, Daryl en Aaron zetten een reddingsmissie op touw. Ze vinden Eugene, maar worden door de kudde in het nauw gedreven. De kudde drijft hen in het nauw bij een kerkhof, maar ze worden gered door Michonne en Magna's groep. Op het laatste moment haalt een van de walkers een zwaard tevoorschijn en doodt Jesus. Daryl doodt de walker en komt erachter dat het een persoon was die de huid van een walker als kostuum droeg.
De groep neemt een van deze mensen gevangen en neemt deze mee naar de Hilltop. Het blijkt een tienermeisje genaamd Lydia (Cassady McClincy) te zijn. Tijdens haar gevangenschap krijgt ze een band met Henry en vertelt ze dat haar mensen zichzelf Whisperers noemen, dat er een survival-of-the-fittest-mentaliteit heerst en dat ze aanvielen omdat de Hilltop-mensen hun territorium binnendrongen. Ook neemt ze Henry in vertrouwen dat de Whisperers haar regelmatig mishandelen. Vervolgens arriveert de leider van de Whisperers, een vrouw genaamd Alpha, de moeder van Lydia. Alpha wil Lydia terug in ruil voor twee Hilltop-gevangenen. Tara gaat akkoord en ze maken de afspraak dat ze elkaars territorium niet meer zullen binnendringen. Henry, die de verhalen van mishandeling had gehoord, besluit om achter Lydia aan te gaan. Henry wordt later gevangen genomen. Wanneer iedereen merkt dat Henry weg is, gaat Daryl samen met Connie, een dove vrouw dit lid is van Magna's groep, op zoek naar Henry. Ze weten hem en Lydia van de Whisperers te redden, maar worden wel in het nauw gedreven door een groep Whisperers geleid door Alpha's rechterhand Beta. Daryl slaagt er in een verlaten gebouw in om Beta in een liftschacht te gooien en te ontsnappen, maar Beta blijkt de val overleefd te hebben.
In flashbacks wordt onthuld hoe Alpha langzaamaan van een bange huisvrouw in een geharde overlever veranderde en uiteindelijk haar man doodde toen zij hem te zwak voor deze wereld vond. In andere flashbacks blijkt dat Michonne een oude vriendin genaamd Jocelyn tegenkwam en uitnodigde in Alexandria. Jocelyn bleek echter voor een groep kinderen te zorgen en hen gehersenspoeld te hebben. Uiteindelijk was Michonne gedwongen Jocelyn en de kinderen te doden en daardoor is Alexandria sinds jaren zo afgesloten.
Om de oude banden aan te halen, organiseren de gemeenschappen een grote markt in The Kingdom. Tijdens de voorbereidingen stuit Ezekiel op een groep bandieten die zichzelf The Highwaymen noemen. Ezekiel sluit een deal met de leider Ozzy en in ruil voor wapens en voorraden mogen de Highwaymen de markt beveiligen. Tijdens de markt vermomt Alpha zich als een Hilltop-bewoner die ze gedood had. Wanneer Daryl vertrekt ontdekt hij de gedode Hilltop-bewoners en samen met Michonne, Carol en Yumiko, een vrouw uit Magna's groep gaat hij op onderzoek uit. De groep wordt omsingeld door Whisperers en Alpha neemt Daryl mee naar een enorme groep walkers die allemaal door de Whisperers in controle gehouden worden. Ze waarschuwt hem voor de kracht van de Whisperers en verder drukt ze hem op het hart dat ze voortaan aan hun kant van de grens moeten blijven. Onderweg terug ontdekken ze dat de grens gemarkeerd is met palen, en op deze palen zijn de afgehakte hoofden van tien mensen uit de verschillende gemeenschappen bevestigd, onder wie Ozzy, Enid, Tara en Henry.
Enkele maanden later is de situatie flink bekoeld geraakt. De Kingdom is uit elkaar gevallen en Ezekiel en Carol zijn gescheiden. Ezekiel leidt zijn mensen naar de Hilltop, terwijl Carol en Lydia terugkeren naar Alexandria. Tijdens een sneeuwstorm raakt Judith vermist, en redt Negan haar.

### Seizoen 10
Een half jaar later bereiden de verschillende gemeenschappen zich voor op de strijd tegen de Whisperers. De Whisperers slaan terug door golven walkers los te laten op de gemeenschappen en de watervoorraad te vergiftigen met walker-ingewanden. Er heerst argwaan tegen Lydia en een groepje Alexandria-bewoners haalt flink uit naar Lydia. Negan, die nu onder toezicht vrij mag rondlopen, redt haar, maar doodt daarbij een van de aanvallers. De raad van Alexandria overweegt om Negan te laten executeren, maar voordat ze dat doen, laat iemand hem vrij. Terwijl Negan ontsnapt, wordt hij vergezeld door Brandon, een Alexandria-bewoner wiens ouders Saviors waren en door Rick gedood werden tijdens de oorlog. Brandon wil dat Negan weer de leider van een nieuwe groep Saviors wordt en om dat te bewijzen doodt hij twee vreemdelingen die ze tegenkomen. In reactie hierop doodt Negan Brandon en gaat alleen verder. Hij dringt het territorium van de Whisperers binnen en wordt gevangengenomen door Beta, die hem naar Alpha brengt. Negan slaagt er langzaam in om het vertrouwen van Alpha te winnen.
Carol neemt een Whisperer gevangen, maar voordat ze informatie uit hem kunnen halen sterft hij door vergiftiging in zijn cel. Terwijl er een mysterieuze ziekte uitbreekt in Alexandria, ontdekt Siddiq dat zijn nieuwe assistent Dante in werkelijkheid een spion van de Whisperers was die Alexandria van binnenuit saboteerde. Wanneer Dante doorheeft dat Siddiq dit weet, wurgt hij hem. Rosita slaagt erin om Dante te arresteren en gevangen te zetten. Gabriel begint Dante te ondervragen, maar steekt hem uiteindelijk dood.
Aaron slaagt erin om een band op te bouwen met een Whisperer genaamd Gamma. Aaron ontdekt dat Alpha aan alle Whisperers heeft verteld dat ze Lydia gedood heeft. Om die reden besluit Carol om Lydia aan Gamma te laten zien. Gamma onthult dat Alpha ergens een enorme horde walkers heeft verborgen en dreigt deze los te laten. Terwijl Aaron, Daryl, Carol, Jerry, Magna, Connie en Kelly op zoek gaan naar deze horde, spot Carol Alpha en ze gaat achter haar aan. Uiteindelijk komt de groep in een grot terecht die vol zit met walkers. Ze weten te ontsnappen, maar Connie en Magna raken gescheiden van de rest. Daryl komt Alpha tegen bij de ingang van de grot, maar raakt ernstig gewond in een gevecht en wordt gered door Lydia.
Negan suggereert dat Gamma een spion is en Beta dringt Alexandria binnen om haar te vinden. Hij wordt echter overmeesterd en slaat op de vlucht. Alpha en de Whisperers vallen de Hilltop aan en branden het dorp daarbij af. Tijdens de aanval wordt Magna herenigd met de rest van de groep, maar van Connie ontbreekt elk spoor. Ondanks dat de Hilltop verloren is, weten de meeste mensen het te overleven. Beta vindt Gamma en vermoordt haar. Negan lokt Alpha naar een vervallen huisje met de belofte dat hij Lydia gevonden heeft. Het blijkt echter een valstrik en hij snijdt haar keel door en hakt haar hoofd af. Al die tijd bleek hij met Carol samen te werken om Alpha te doden. Beta wordt de nieuwe leider van de Whisperers en zint op wraak. Hij stuurt zijn eigen walkerhorde naar een verlaten ziekenhuis waar de bewoners van de Alexandria Safe-Zone onderdak zochten. De bewoners van Alexandria weten zich door de horde heen te vechten en weg te lokken bij het ziekenhuis, en krijgen daarbij hulp van Maggie, die een roep om hulp van Carol beantwoordde. Beta raakt dodelijk gewond na een gevecht tegen Negan en Daryl en wordt door zijn eigen walkers verslonden.
In Oceanside ontmoet Michonne een overlevende genaamd Virgil. Virgil leidt haar naar een marinebasis waar mogelijk wapens zijn. Dit blijkt echter een val te zijn en Virgil drogeert haar. Michonne gaat achter hem aan, maar spaart uiteindelijk zijn leven. In deze basis vindt ze bewijs dat Rick mogelijk nog in leven is. Ze besluit de groep te verlaten om Rick te zoeken. Later vindt Virgil Connie hier.
Eugene krijgt via een radio contact een vrouw genaamd Stephanie, die onderdeel is van The Commonwealth, een nabijgelegen gemeenschap. Samen met Yumiko en Ezekiel gaat hij op pad om Stephanie te ontmoeten en onderweg komen ze een overlevende genaamd Juanita, beter bekend als Princess, tegen, die zich bij hen aansluit. Wanneer ze bij The Commonwealth aankomen, worden ze gevangengezet door soldaten die bij The Commonwealth horen.
Met de terugkeer van Maggie lopen de spanningen op wanneer zij ontdekt dat Negan vrij rondloopt. Daar komt bij kijken dat de voedselvoorraden op beginnen te raken en dat Maggies nieuwe groep een gevaarlijke vijand heeft, de Reapers. Hiermee komt ook de vriendschap tussen Daryl en Carol onder druk te staan.

## Rolverdeling

### Hoofdrollen
| Acteur                 | Personage                       | Aantal afleveringen | Aantal afleveringen | Aantal afleveringen | Aantal afleveringen | Aantal afleveringen | Aantal afleveringen | Aantal afleveringen | Aantal afleveringen | Aantal afleveringen | Aantal afleveringen | Aantal afleveringen | Aantal afleveringen | Aantal afleveringen |
| Acteur                 | Personage                       | S1                  | S2                  | S3                  | S4                  | S5                  | S6                  | S7                  | S8                  | S9                  | S10                 | S11                 | Totaal              |                     |
| ---------------------- | ------------------------------- | ------------------- | ------------------- | ------------------- | ------------------- | ------------------- | ------------------- | ------------------- | ------------------- | ------------------- | ------------------- | ------------------- | ------------------- | ------------------- |
| Andrew Lincoln         | Rick Grimes                     | 6                   | 13                  | 15                  | 11                  | 14                  | 13                  | 10                  | 15                  | 5                   | 1                   | 1                   | 104                 |                     |
| Chandler Riggs         | † Carl Grimes                   | 6                   | 12                  | 14                  | 10                  | 12                  | 10                  | 8                   | 6                   |                     | 1                   |                     | 79                  |                     |
| Steven Yeun            | † Glenn Rhee                    | 5                   | 12                  | 13                  | 10                  | 14                  | 9                   | 1                   |                     |                     | 1                   |                     | 65                  |                     |
| Laurie Holden          | † Andrea Harrison               | 5                   | 13                  | 13                  |                     |                     |                     |                     |                     |                     | 1                   |                     | 32                  |                     |
| Sarah Wayne Callies    | † Lori Grimes                   | 6                   | 13                  | 7                   |                     |                     |                     |                     |                     |                     |                     |                     | 26                  |                     |
| Jon Bernthal           | † Shane Walsh                   | 6                   | 12                  | 1                   |                     |                     |                     |                     |                     | 1                   |                     |                     | 20                  |                     |
| Jeffrey DeMunn         | † Dale Horvath                  | 6                   | 10                  |                     |                     |                     |                     |                     |                     |                     |                     |                     | 16                  |                     |
| Norman Reedus          | Daryl Dixon                     | 4                   | 12                  | 13                  | 11                  | 14                  | 12                  | 10                  | 15                  | 16                  | 18                  | 7                   | 132                 |                     |
| Melissa McBride        | Carol Peletier                  | 4                   | 12                  | 12                  | 7                   | 13                  | 11                  | 7                   | 11                  | 12                  | 15                  | 5                   | 110                 |                     |
| Lennie James           | Morgan Jones                    | 1                   |                     | 1                   |                     | 3                   | 11                  | 9                   | 11                  |                     |                     |                     | 36                  |                     |
| Michael Rooker         | † Merle Dixon                   | 2                   | 1                   | 13                  |                     |                     |                     |                     |                     |                     |                     |                     | 14                  |                     |
| Lauren Cohan           | Maggie Greene Rhee              |                     | 12                  | 13                  | 9                   | 13                  | 12                  | 7                   | 10                  | 5                   | 3                   | 7                   | 90                  |                     |
| Emily Kinney           | † Beth Greene                   |                     | 11                  | 13                  | 8                   | 4                   |                     |                     |                     |                     |                     |                     | 36                  |                     |
| Scott Wilson           | † Hershel Greene                |                     | 11                  | 13                  | 8                   |                     |                     |                     |                     | 1                   |                     |                     | 33                  |                     |
| Danai Gurira           | Michonne                        |                     | 1                   | 15                  | 11                  | 12                  | 12                  | 10                  | 11                  | 13                  | 6                   | 1                   | 92                  |                     |
| David Morrissey        | † Philip Blake ("The Governor") |                     |                     | 13                  | 5                   | 1                   |                     |                     |                     |                     |                     |                     | 19                  |                     |
| Cailey Fleming*        | Judith Grimes                   |                     |                     | 10                  | 7                   | 12                  | 10                  | 6                   | 7                   | 7                   | 11                  | 4                   | 64                  |                     |
| Sonequa Martin-Green   | † Sasha Williams                |                     |                     | 5                   | 9                   | 12                  | 10                  | 8                   |                     | 1                   |                     |                     | 45                  |                     |
| Chad Coleman           | † Tyreese Williams              |                     |                     | 5                   | 9                   | 6                   |                     |                     |                     |                     |                     |                     | 20                  |                     |
| Lawrence Gilliard      | † Bob Stookey                   |                     |                     |                     | 10                  | 4                   |                     |                     |                     |                     |                     |                     | 14                  |                     |
| Christian Serratos     | Rosita Espinosa                 |                     |                     |                     | 4                   | 14                  | 12                  | 11                  | 11                  | 12                  | 11*                 | 5                   | 80                  |                     |
| Josh McDermitt         | Eugene Porter                   |                     |                     |                     | 4                   | 12                  | 10                  | 9                   | 9                   | 11                  | 11*                 | 4                   | 71                  |                     |
| Alanna Masterson       | † Tara Chambler                 |                     |                     |                     | 7                   | 12                  | 8                   | 7                   | 11                  | 10                  |                     |                     | 55                  |                     |
| Michael Cudlitz        | † Abraham Ford                  |                     |                     |                     | 4                   | 13                  | 10                  | 2                   |                     |                     |                     |                     | 29                  |                     |
| Seth Gilliam           | Gabriel Stokes                  |                     |                     |                     |                     | 10                  | 9                   | 9                   | 7                   | 10                  | 7*                  | 7                   | 59                  |                     |
| Ross Marquand          | Aaron                           |                     |                     |                     |                     | 6                   | 7                   | 9                   | 8                   | 9                   | 12*                 | 5                   | 56                  |                     |
| Katelyn Nacon          | † Enid                          |                     |                     |                     |                     | 2                   | 8                   | 8                   | 10                  | 8                   |                     |                     | 36                  |                     |
| Austin Nichols         | † Spencer Monroe                |                     |                     |                     |                     | 3                   | 8                   | 4                   |                     |                     |                     |                     | 15                  |                     |
| Tovah Feldshuh         | † Deanna Monroe                 |                     |                     |                     |                     | 5                   | 6                   |                     |                     |                     |                     |                     | 11                  |                     |
| Alexandra Breckenridge | † Jessie Anderson               |                     |                     |                     |                     | 5                   | 6                   |                     |                     |                     |                     |                     | 11                  |                     |
| Jeffrey Dean Morgan    | Negan Smith                     |                     |                     |                     |                     |                     | 1                   | 9                   | 11                  | 9                   | 12                  | 7                   | 50                  |                     |
| Tom Payne              | † Paul "Jesus" Rovia            |                     |                     |                     |                     |                     | 3                   | 8                   | 7                   | 8                   |                     |                     | 26                  |                     |
| Xander Berkeley        | † Gregory                       |                     |                     |                     |                     |                     | 1                   | 6                   | 8                   | 1                   |                     |                     | 16                  |                     |
| Austin Amelio          | Dwight                          |                     |                     |                     |                     |                     | 4                   | 9                   | 10                  |                     |                     |                     | 23                  |                     |
| Steven Ogg             | † Simon                         |                     |                     |                     |                     |                     | 1                   | 5                   | 7                   |                     |                     |                     | 13                  |                     |
| Cooper Andrews         | Jerry                           |                     |                     |                     |                     |                     |                     | 5                   | 13                  | 10                  | 8*                  | 2                   | 38                  |                     |
| Khary Payton           | Ezekiel                         |                     |                     |                     |                     |                     |                     | 5                   | 10                  | 8                   | 8*                  | 4                   | 35                  |                     |
| Pollyanna McIntosh     | Jadis                           |                     |                     |                     |                     |                     |                     | 3                   | 8                   | 5                   |                     |                     | 16                  |                     |
| Avi Nash               | † Siddiq                        |                     |                     |                     |                     |                     |                     |                     | 8                   | 11                  | 8                   |                     | 27                  |                     |
| Callan McAuliffe       | † Alden                         |                     |                     |                     |                     |                     |                     |                     | 8                   | 8                   | 6                   | 5                   | 27                  |                     |
| Samantha Morton        | † Alpha                         |                     |                     |                     |                     |                     |                     |                     |                     | 6                   | 12                  |                     | 18                  |                     |
| Ryan Hurst             | † Beta                          |                     |                     |                     |                     |                     |                     |                     |                     | 4                   | 9                   |                     | 13                  |                     |
| Matt Lintz             | † Henry                         |                     |                     |                     |                     |                     |                     |                     |                     | 10                  | 1                   |                     | 11                  |                     |
| Nadia Hilker           | Magna                           |                     |                     |                     |                     |                     |                     |                     |                     | 10                  | 8*                  | 4                   | 22                  |                     |
| Eleanor Matsuura       | Yumiko Okumura                  |                     |                     |                     |                     |                     |                     |                     |                     | 10                  | 7*                  | 4                   | 21                  |                     |
| Cassady McClincy       | Lydia                           |                     |                     |                     |                     |                     |                     |                     |                     | 8                   | 9                   | 3                   | 20                  |                     |
| Lauren Ridloff         | Connie                          |                     |                     |                     |                     |                     |                     |                     |                     | 10                  | 5*                  | 2                   | 17                  |                     |

- Tot 2018 waren dit diverse actrices.

### Terugkerende rollen
| Acteur                 | Personage           | Aantal afleveringen | Aantal afleveringen | Aantal afleveringen | Aantal afleveringen | Aantal afleveringen | Aantal afleveringen | Aantal afleveringen | Aantal afleveringen | Aantal afleveringen | Aantal afleveringen | Aantal afleveringen | Aantal afleveringen |
| Acteur                 | Personage           | S1                  | S2                  | S3                  | S4                  | S5                  | S6                  | S7                  | S8                  | S9                  | S10                 | Totaal              |                     |
| ---------------------- | ------------------- | ------------------- | ------------------- | ------------------- | ------------------- | ------------------- | ------------------- | ------------------- | ------------------- | ------------------- | ------------------- | ------------------- | ------------------- |
| IronE Singleton        | † T-Dog             | 5                   | 12                  | 3                   |                     |                     |                     |                     |                     |                     |                     | 20                  |                     |
| Madison Lintz          | † Sophia Peletier   | 4                   | 3                   |                     |                     |                     |                     |                     |                     |                     |                     | 7                   |                     |
| Adam Minarovich        | † Ed Peletier       | 3                   | 1                   |                     |                     |                     |                     |                     |                     |                     |                     | 4                   |                     |
| Juan Gabriel Pareja    | † Morales           | 4                   |                     |                     |                     |                     |                     |                     | 2                   |                     |                     | 6                   |                     |
| Emma Bell              | † Amy Harrison      | 5                   |                     |                     |                     |                     |                     |                     |                     |                     |                     | 5                   |                     |
| Jeryl Prescott         | † Jacqui            | 5                   |                     |                     |                     |                     |                     |                     |                     |                     |                     | 5                   |                     |
| Andrew Rothenberg      | † Jim               | 4                   |                     |                     |                     |                     |                     |                     |                     |                     |                     | 4                   |                     |
| Noah Emmerich          | † Dr. Edwin Jenner  | 2                   |                     |                     |                     |                     |                     |                     |                     |                     |                     | 2                   |                     |
| James Allen McCune     | † Jimmy             |                     | 11                  |                     |                     |                     |                     |                     |                     |                     |                     | 11                  |                     |
| Jane McNeill           | † Patricia          |                     | 11                  |                     |                     |                     |                     |                     |                     |                     |                     | 11                  |                     |
| Michael Zegen          | † Randall Culver    |                     | 4                   |                     |                     |                     |                     |                     |                     |                     |                     | 4                   |                     |
| Jose Pablo Cantillo    | † Caesar Martinez   |                     |                     | 11                  | 2                   |                     |                     |                     |                     |                     |                     | 13                  |                     |
| Travis Love            | † Shumpert          |                     |                     | 11                  | 1                   |                     |                     |                     |                     |                     |                     | 12                  |                     |
| Daniel Thomas May      | † Allen             |                     |                     | 6                   | 1                   |                     |                     |                     |                     |                     |                     | 7                   |                     |
| Melissa Ponzio         | † Karen             |                     |                     | 4                   | 3                   |                     |                     |                     |                     |                     |                     | 7                   |                     |
| Dallas Roberts         | † Milton Mamet      |                     |                     | 10                  |                     |                     |                     |                     |                     |                     |                     | 10                  |                     |
| Lew Temple             | † Axel              |                     |                     | 8                   |                     |                     |                     |                     |                     |                     |                     | 8                   |                     |
| Vincent Ward           | † Oscar             |                     |                     | 7                   |                     |                     |                     |                     |                     |                     |                     | 7                   |                     |
| Brighton Sharbino      | † Lizzie Samuels    |                     |                     |                     | 8                   | 1                   |                     |                     |                     |                     |                     | 9                   |                     |
| Kyla Kenedy            | † Mika Samuels      |                     |                     |                     | 5                   | 1                   |                     |                     |                     |                     |                     | 5                   |                     |
| Andrew J. West         | † Gareth            |                     |                     |                     | 1                   | 3                   |                     |                     |                     |                     |                     | 4                   |                     |
| Jeff Kober             | † Joe               |                     |                     |                     | 4                   |                     |                     |                     |                     |                     |                     | 4                   |                     |
| Jason Douglas          | † Tobin             |                     |                     |                     |                     | 4                   | 9                   | 5                   | 7                   |                     |                     | 25                  |                     |
| Jordan Woods-Robinson  | † Eric Raleigh      |                     |                     |                     |                     | 4                   | 4                   | 5                   | 3                   |                     |                     | 16                  |                     |
| Ann Mahoney            | † Olivia            |                     |                     |                     |                     | 2                   | 6                   | 3                   |                     |                     |                     | 11                  |                     |
| Major Dodson           | † Sam Anderson      |                     |                     |                     |                     | 4                   | 6                   |                     |                     |                     |                     | 10                  |                     |
| Austin Abrams          | † Ron Anderson      |                     |                     |                     |                     | 3                   | 6                   |                     |                     |                     |                     | 9                   |                     |
| Michael Traynor        | † Nicholas          |                     |                     |                     |                     | 5                   | 3                   |                     |                     |                     |                     | 8                   |                     |
| Benedict Samuel        | † Owen              |                     |                     |                     |                     | 1                   | 4                   |                     |                     |                     |                     | 5                   |                     |
| Tyler James Williams   | † Noah              |                     |                     |                     |                     | 10                  |                     |                     |                     |                     |                     | 10                  |                     |
| Corey Brill            | † Pete Anderson     |                     |                     |                     |                     | 5                   |                     |                     |                     |                     |                     | 5                   |                     |
| Steve Coulter          | † Reg Monroe        |                     |                     |                     |                     | 4                   |                     |                     |                     |                     |                     | 4                   |                     |
| Christine Woods        | † Dawn Lerner       |                     |                     |                     |                     | 3                   |                     |                     |                     |                     |                     | 3                   |                     |
| Erik Jensen            | Steven Edwards      |                     |                     |                     |                     | 3                   |                     |                     |                     |                     |                     | 3                   |                     |
| Kenric Green           | Scott               |                     |                     |                     |                     |                     | 6                   | 4                   | 9                   | 3                   | 2*                  | 24                  |                     |
| James Chen             | Kal                 |                     |                     |                     |                     |                     | 1                   | 3                   | 8                   | 7                   |                     | 19                  |                     |
| Peter Luis Zimmerman   | Eduardo             |                     |                     |                     |                     |                     | 1                   | 6                   | 9                   |                     |                     | 16                  |                     |
| R. Keith Harris        | † Dr. Carson        |                     |                     |                     |                     |                     | 1                   | 2                   | 3                   |                     |                     | 6                   |                     |
| Corey Hawkins          | Heath               |                     |                     |                     |                     |                     | 4                   | 1                   |                     |                     |                     | 5                   |                     |
| Christine Evangelista  | Sherry              |                     |                     |                     |                     |                     | 1                   | 3                   |                     |                     |                     | 4                   |                     |
| Merritt Wever          | † Denise Cloyd      |                     |                     |                     |                     |                     | 9                   |                     |                     |                     |                     | 9                   |                     |
| Kerry Cahill           | Dianne              |                     |                     |                     |                     |                     |                     | 4                   | 9                   | 10                  | 3*                  | 26                  |                     |
| Lindsley Register      | Laura               |                     |                     |                     |                     |                     |                     | 3                   | 5                   | 6                   | 4*                  | 18                  |                     |
| Nadine Marissa         | Nabila              |                     |                     |                     |                     |                     |                     | 1                   | 7                   | 6                   | 2*                  | 16                  |                     |
| Sydney Park            | Cyndie              |                     |                     |                     |                     |                     |                     | 2                   | 4                   | 4                   | 2*                  | 12                  |                     |
| Elizabeth Faith Ludlow | Arat                |                     |                     |                     |                     |                     |                     | 3                   | 5                   | 3                   |                     | 11                  |                     |
| Nicole Barré           | Kathy               |                     |                     |                     |                     |                     |                     | 2                   | 4                   | 4                   |                     | 10                  |                     |
| Briana Venskus         | † Beatrice          |                     |                     |                     |                     |                     |                     | 2                   | 3                   | 4                   |                     | 9                   |                     |
| Mimi Kirkland          | Rachel              |                     |                     |                     |                     |                     |                     | 2                   | 3                   | 2                   |                     | 7                   |                     |
| Macsen Lintz           | † Henry             |                     |                     |                     |                     |                     |                     | 3                   | 8                   |                     |                     | 11                  |                     |
| Joshua Mikel           | † Jared             |                     |                     |                     |                     |                     |                     | 3                   | 8                   |                     |                     | 11                  |                     |
| Jayson Warner Smith    | † Gavin             |                     |                     |                     |                     |                     |                     | 3                   | 5                   |                     |                     | 8                   |                     |
| Sabrina Gennarino      | † Tamiel            |                     |                     |                     |                     |                     |                     | 3                   | 4                   |                     |                     | 7                   |                     |
| Thomas Francis Murphy  | † Brion             |                     |                     |                     |                     |                     |                     | 3                   | 4                   |                     |                     | 7                   |                     |
| Karl Makinen           | † Richard           |                     |                     |                     |                     |                     |                     | 5                   |                     |                     |                     | 5                   |                     |
| Logan Miller           | † Benjamin          |                     |                     |                     |                     |                     |                     | 4                   |                     |                     |                     | 4                   |                     |
| Matt Mangum            | D.J.                |                     |                     |                     |                     |                     |                     |                     | 5                   | 9                   | 2*                  | 16                  |                     |
| Thunderbird Dinwiddie  | Regina              |                     |                     |                     |                     |                     |                     |                     | 6                   | 6                   |                     | 12                  |                     |
| Katy O'Brian           | Katy                |                     |                     |                     |                     |                     |                     |                     | 2                   |                     |                     | 2                   |                     |
| Angel Theory           | Kelly               |                     |                     |                     |                     |                     |                     |                     |                     | 8                   | 4*                  | 12                  |                     |
| Dan Fogler             | Luke                |                     |                     |                     |                     |                     |                     |                     |                     | 7                   | 3*                  | 10                  |                     |
| John Finn              | † Earl Sutton       |                     |                     |                     |                     |                     |                     |                     |                     | 6                   | 3*                  | 9                   |                     |
| Gustavo Gomez          | Marco               |                     |                     |                     |                     |                     |                     |                     |                     | 5                   | 3*                  | 8                   |                     |
| Brett Butler           | † Tammy Rose Sutton |                     |                     |                     |                     |                     |                     |                     |                     | 6                   |                     | 6                   |                     |
| Juan Javier Cardenas   | † Dante             |                     |                     |                     |                     |                     |                     |                     |                     |                     | 6                   | 6                   |                     |